# Przewodniczący Rady Państwa
Przewodniczący Rady Państwa – przewodniczący kolegialnego organu naczelnej władzy państwowej Rzeczypospolitej Polskiej i Polskiej Rzeczypospolitej Ludowej w latach 1947–1989, której podstawowym zadaniem było zapewnienie ciągłości najwyższego kierownictwa państwowego, w związku z sesyjnym trybem pracy Sejmu. Do 1952 roku był nim z urzędu Prezydent Polski. Od 1952 wybierany przez Sejm spośród swoich członków.
Od 1952 – w związku z poszerzeniem kompetencji Rady Państwa – jej przewodniczący pełnił nieformalnie obowiązki głowy państwa (formalnie głową państwa była cała Rada Państwa). Wykonywał w związku z tym protokolarne i reprezentacyjne funkcje, charakterystyczne dla instytucji głowy państwa. Przewodniczący Rady podpisywał też np. ustawy uchwalone przez Sejm wraz z Sekretarzem bez prawa weta i zarządzał ich ogłoszenie w Dzienniku Ustaw.

## Lista przewodniczących[2]
| Lp. | Przewodniczący Rady Państwa                         | Zdjęcie                                                   | Od                     | Do                     | Partia                                                                                   |
| --- | --------------------------------------------------- | --------------------------------------------------------- | ---------------------- | ---------------------- | ---------------------------------------------------------------------------------------- |
| 1.  | Bolesław Bierut (jako prezydent Polski) (1892–1956) |                                                           | 20 lutego 1947(dts)    | 20 listopada 1952(dts) | bezpartyjny (do sierpnia 1948) Polska Partia Robotnicza (od sierpnia do 15 grudnia 1948) |
|     | Bolesław Bierut (jako prezydent Polski) (1892–1956) | Polska Zjednoczona Partia Robotnicza (od 15 grudnia 1948) | 20 lutego 1947(dts)    | 20 listopada 1952(dts) |                                                                                          |
| 2.  | Aleksander Zawadzki (1899–1964)                     |                                                           | 20 listopada 1952(dts) | 7 sierpnia 1964(dts)   | Polska Zjednoczona Partia Robotnicza                                                     |
| -   | Oskar Lange (p.o.) (1904-1965)                      |                                                           | 7 sierpnia 1964(dts)   | 12 sierpnia 1964(dts)  | Polska Zjednoczona Partia Robotnicza                                                     |
| -   | Edward Ochab (p.o.) (1906–1989)                     |                                                           | 7 sierpnia 1964(dts)   | 12 sierpnia 1964(dts)  | Polska Zjednoczona Partia Robotnicza                                                     |
| -   | Bolesław Podedworny (p.o.) (1898-1972)              |                                                           | 7 sierpnia 1964(dts)   | 12 sierpnia 1964(dts)  | Zjednoczone Stronnictwo Ludowe                                                           |
| -   | Stanisław Kulczyński (p.o.) (1895-1975)             |                                                           | 7 sierpnia 1964(dts)   | 12 sierpnia 1964(dts)  | Stronnictwo Demokratyczne                                                                |
| 3.  | Edward Ochab (1906–1989)                            |                                                           | 12 sierpnia 1964(dts)  | 11 kwietnia 1968(dts)  | Polska Zjednoczona Partia Robotnicza                                                     |
| 4.  | Marian Spychalski (1906–1980)                       |                                                           | 11 kwietnia 1968(dts)  | 23 grudnia 1970(dts)   | Polska Zjednoczona Partia Robotnicza                                                     |
| 5.  | Józef Cyrankiewicz (1911–1989)                      |                                                           | 23 grudnia 1970(dts)   | 28 marca 1972(dts)     | Polska Zjednoczona Partia Robotnicza                                                     |
| 6.  | Henryk Jabłoński (1909–2003)                        |                                                           | 28 marca 1972(dts)     | 6 listopada 1985(dts)  | Polska Zjednoczona Partia Robotnicza                                                     |
| 7.  | Wojciech Jaruzelski (1923–2014)                     |                                                           | 6 listopada 1985(dts)  | 19 lipca 1989(dts)     | Polska Zjednoczona Partia Robotnicza                                                     |